# Heterophrictus
Genre
Heterophrictus est un genre d'araignées mygalomorphes de la famille des Theraphosidae.

## Distribution
Les espèces de ce genre sont endémiques d'Inde.

## Liste des espèces
Selon World Spider Catalog (version 15.0, 2014) :
- Heterophrictus aareyensis Mirza & Sanap, 2014
- Heterophrictus blatteri (Gravely, 1935)
- Heterophrictus milleti Pocock, 1900
- Heterophrictus raveni Mirza & Sanap, 2014

## Publication originale
- Pocock, 1900 : The fauna of British India, including Ceylon and Burma. Arachnida. London, p. 1-279 (texte intégral).